# 誘惑 (GLAY單曲)
《誘惑》，是日本樂團GLAY的第13張單曲。1998年4月29日與另一單曲《SOUL LOVE》同時發行。是1998年日本的銷量冠軍單曲。

## 簡介
繼《口唇》和《HOWEVER》之後再次成為Oricon公信榜週榜冠軍單曲。年度銷量高達161.1萬張，是1998年度日本單曲銷量冠軍。CDTV的年榜排名則排行第2位，僅次於SMAP的《夜空的彼方》。
和另一張單曲《SOUL LOVE》同日發行，引起巨大的話題性。在Oricon當週週榜上《誘惑》和《SOUL LOVE》分別成為第1、第2位。使GLAY成為繼藤圭子、松田聖子、南方之星的第四個獨占前兩位的藝人。
總銷量達162.6萬張，是GLAY迄今銷量第二高的單曲作品。

## 收錄曲目
1. 誘惑
  - 作詞、作曲：TAKURO；編曲：GLAY、佐久間正英

TDK「MiniDisc」的廣告歌
2. Little Lovebirds
  - 作詞、作曲：TERU；編曲：GLAY、佐久間正英
3. 誘惑 (instrumental)